# Олімпійські чемпіони (Одеса)
У статті наведені усі олімпійські чемпіони, що здобули свій титул як мешканці Одеси.

## Історія олімпійського руху в Одесі
Команда від Одеси окремо не виступала на сучасних Олімпійських іграх, але намагалась виступити на перших Олімпійських іграх. На жаль грошей вистачило доїхати лише до Стамбула (на той час Константинополя).
20 вересня 1915 року спортивними організаціями Одеси була проведена перша одеська олімпіада, яка включала в себе 25 різних змагань.
Одеські спортсмени беруть участь в сучасних Олімпійських іграх з 1952 року. Вони були у складі команд Радянського Союзу (1952—1988) та України — з 1994 року. В 1992 році, після розпаду СРСР, виступали під олімпійським прапором у складі Об'єднаної команди.

## Спортсмени одеських спортивних товариств, які стали олімпійськими чемпіонами
Одеські спортсмени ставали олімпійськими чемпіонами у таких видах спорту, які були найбільш розвинені у місті: волейбол, легка атлетика, веслувальний спорт, стрільба, фігурне катання, спортивна гімнастика та плавання. Віктор Петренко та Оксана Баюл є єдиними олімпійськими чемпіонами від України з фігурного катання.
Олімпійськими чемпіонами стали:
- Ніколаєва Маргарита Миколаївна — дворазова олімпійська чемпіонка зі спортивної гімнастики в Римі у 1960 році. Завоювала перші дві золоті медалі на олімпіадах як спортсменка Одеси — в командному заліку (результат — 382.320) та в опорному стрибку (результат — 19.316)[4].
- Сибіряков Едуард Федорович — олімпійський чемпіон з волейболу в Токіо у 1964 році (олімпійський дебют сбірої СРСР з волейболу). В Мехико у 1968 році вдруге стає олімпійським чемпіоном (в той час він вже гравець ЦСКА, Москва).
- Лапинський Євген Валентинович — олімпійський чемпіон з волейболу в Мехико у 1968 році. Склад команди: Едуард Сибіряков, Володимир Бєляєв, Юрій Поярков, Георгій Мондзолевський, Володимир Іванов, Борис Терещук, Василіюс Матушевас, Олег Антропов, Валерій Кравченко.
- Михальчук Віктор Ілліч — олімпійський чемпіон з волейболу в Мехико у 1968 році. Склад команди: Едуард Сибіряков, Володимир Бєляєв, Юрій Поярков, Георгій Мондзолевський, Володимир Іванов, Борис Терещук, Василіюс Матушевас, Олег Антропов, Валерій Кравченко.
- Авілов Микола Вікторович — олімпійський чемпіон з легкої атлетики (десятиборець) в Мюнхені у 1972 році. Встановив світовий рекорд — 8 454 очки (попередній світовий рекорд — 8417 очок). В змаганнях брали участь 33 спортсмени з 19 країн[5].
- Железняк Яків Ілліч — олімпійський чемпіон з стрільби (стрільба по кабану, що біжить, на дистанції 50 метрів) в Мюнхені у 1972 році. Встановив світовий рекорд — 569 очок (попередній рекорд — 566 очок). В змаганнях брали участь 28 спортсменів з 16 країн[6]. Єдиний радянський стрілець який користувався вітчизняною зброєю, гвитівкою БК-2 № 657[7].
- Рябчинська Юлія Петрівна — олімпійська чемпіонка з веслування на байдарках (500 м) в Мюнхені у 1972 році з результатом 2:03.17[8].
- Петренко Сергій Володимирович — дворазовий олімпійський чемпіон з веслувального спорту (каное-двійка, партнер — Олександр Юрійович Виноградов, Москва), дистанції 500 та 1000 метрів) в Монреалі у 1976 році.
- Мушта-Олізаренко Надія Федорівна — олімпійська чемпіонка з легкої атлетики (біг 800 метрів) в Москві у 1980 році з результатом 1:53.43 — світовий рекорд[9].
- Авдєєнко Геннадій Валентинович Спортивний клуб армії — олімпійський чемпіон з легкої атлетики (стрибки у висоту) в Сеулу у 1988 році з результатом 2 м 38 см (олімпійський рекорд)[10].
- Шкурнова Ольга Дмитрівна — олімпійська чемпіонка з волейболу в Сеулі у 1988 році.
- Петренко Віктор Васильович — олімпійський чемпіон з фігурного катання (одиночні змагання у чоловіків) в Альбервілі у 1992 році.
- Гуцу Тетяна Костянтинівна — дворазова олімпійська чемпіонка з спортивної гімнастики (командна та абсолютна першість) в Барселоні у 1992 році.
- Баюл Оксана Сергіївна — олімпійська чемпіонка з фігурного катання (одиночні змагання у жінок) в Ліллехамері у 1994 році. Перша олімпійська чемпіонка незалежної України. Виступала за спортивне товариство профспілок «Україна» (Дніпропетровськ, Одеса). Тренери — Антоніна Товстик, Станіслав Коритек, з 1991 року Галина Змієвська та Валентин Ніколаєв.
- Мільчев Микола Миколайович — олімпійський чемпіон зі стендової стрільби в Сіднеї у 2000 році (150 очок із 150 можливих, повторення світового рекорду).
- Чебан Юрій Володимирович — дворазовий олімпійський чемпіон з веслування на каное (каное-одиночка 200 метрів) в Лондоні у 2012 році (результат 42,291 секунди, олімпійський рекорд) та в Ріо-де-Жане́йро у 2016 році (результат 39,279 секунди, олімпійський рекорд). Перший і єдиний олімпійський чемпіон в історії веслування на дистанції С-1 200 метрів у чоловіків.
- Кравацька Олена Віталіївна — олімпійська чемпіонка (2024) і срібна призерка Олімпійських ігор (2016) з фехтування у командній шаблі.

## Олімпійські чемпіони, які свою спортивну кар'єру розпочали в Одесі
- Мондзолевський Георгій Григорович (виступав за одеські команди «Буревісник» та СКА, 1951—1956, Бронзовий призер чемпіонатів СРСР (1955) та світу (1956)). Після переходу до ЦСКА (Москва) — дворазовий олімпійський чемпіон з волейболу в Токіо у 1964 році та в Мехико у 1968 році.
- Семенець Володимир Іванович (починав в товаристві «Динамо» (Одеса), потім переїхав до Києва) — олімпійський чемпіон з велоспорту в Мюнхені у 1972 році у парі з Ігорем Целовальниковим в тандемі на дистанції 2000 метрів.
- Lenny Krayzelburg (Леонід Крайзельбург) — чотириразовий олімпійський чемпіон з плавання у складі збірної США в Сіднеї у 2000 році (100, 200-метрівка на спині, комбінована естафета 4х100) та в Афінах у 2004 році (комбінована естафета 4х100) . Одеський спортивний клуб армії, тренер в Одесі Віталій Оганесович Авакумян[11]. Емігрував до США у 1989 році. Тренер в США Марк Шуберт (Mark Schubert)[12]. Капітан команди пловців збірної США на олімпійських іграх в Афінах. «Внесок якої системи — радянської чи американської — більший у Ваші … золоті олімпійські медалі?» — «Мінімум 50 на 50. Причому, мінімум — на користь радянської школи. Якби я не отримав в Одесі основу, в Америці не домігся б результатів, які зараз маю» (Ленни КРАЙЗЕЛЬБУРГ: «Плавание — нудный вид спорта». Известия, 7 апреля 2002)[13]
- Євген Платов (починав свої виступи в Одесі з першою партнеркою Оленою Крикановою, чемпіони України, спортивну кар'єру продовжив у Москві) — разом з Оксаною Грищук (теж народилася в Одесі), дворазові олімпійські чемпіони з фігурного катання (спортивні танці на льоду) в Ліллехамері у 1994 році та в Нагано у 1998 році[14]

## Галерея

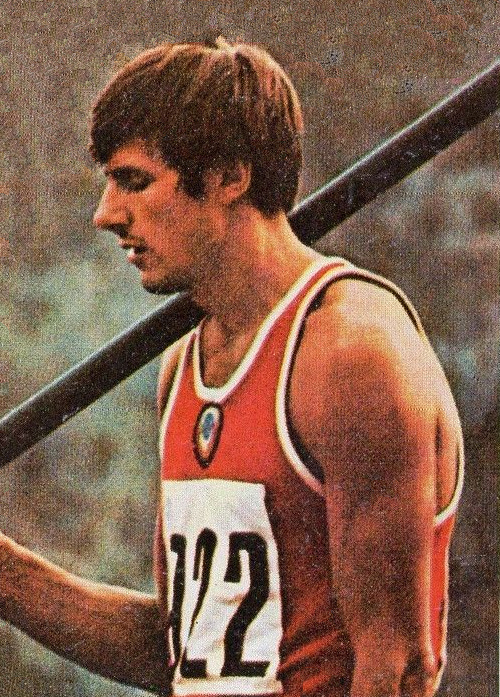
Микола Авілов
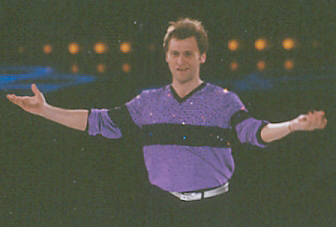
Віктор Петренко
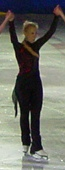
Оксана Баюл
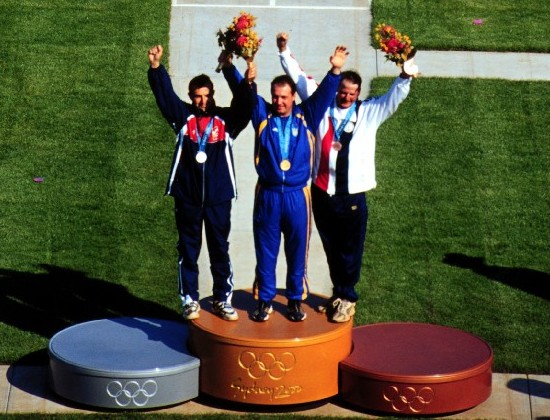
Микола Мільчев
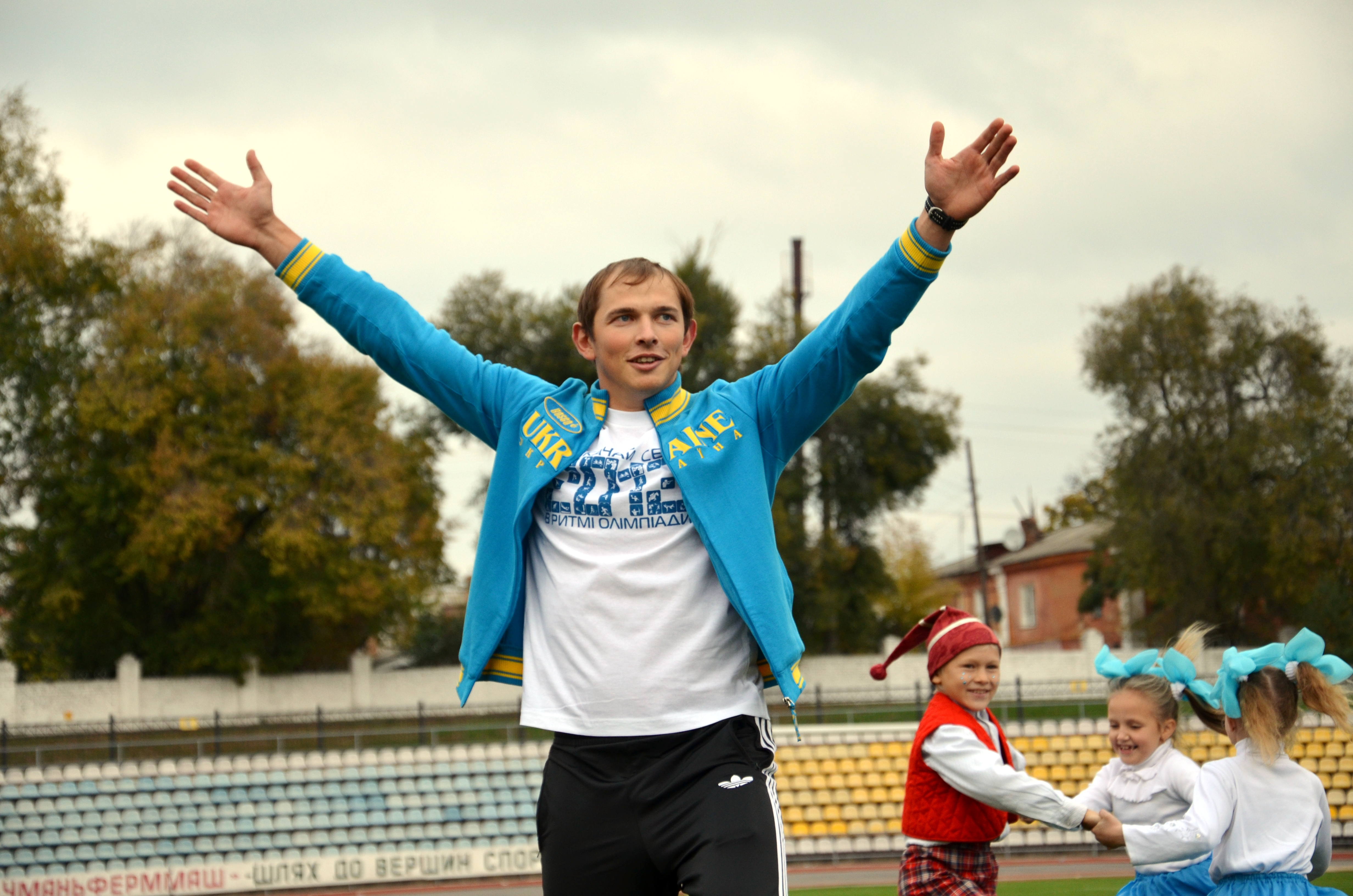
Юрій Чебан

## Музеї, алеї та Зали слави
Досягнення одеських олімпійських чемпіонів, їх значний внесок в розвиток спорту в Одесі, олімпійський рух знайшов відображення в музеях, алеях та залах слави:
- Одеський музей спортивної слави імені чемпіонки олімпійських ігор Юлії Рябчинської. Музей створено зусиллями Заслуженого тренера СРСР і України Геннадія Павловича Дяченко[15].

26 грудня 2007 року відбулося урочисте відкриття нового музею, який розташований за адресою вулиця Єврейська, 4-а.
В музеї представлені фотографії всіх олімпійських чемпіонів-одеситів. 12 вересня 2013 року відкрився ще музей Спортивної слави Одещини.
- Одеський історико-краєзнавчий музей [Архівовано 25 березня 2016 у Wayback Machine.]
- Алея Слави олімпійських чемпіонів (стадіон «Спартак», Одеса). Відкрита у день міста 2 вересня 2010 року[18]. Планується масштабна реконструкція, яка б була достойна одеських чемпіонів[19],[20].
- Олімпійський музей (Лозана, Швейцарія) / The Olympic Museum (Lausanne, Switzerland)  [Архівовано 24 березня 2011 у Wayback Machine.]
- Міжнародний Зал Слави з плавання (Форт-Лодердейл, Флорида, США) / International Swimming Hall of Fame (Fort Lauderdale, Florida, United States)  [Архівовано 15 грудня 2020 у Wayback Machine.]

## Одеські олімпійські чемпіони у програмах Національного олімпійського комітету України
Одеські олімпійські чемпіони беруть участь в заходах регіонального відділення Національного олімпійського комітету України:
- Олімпійський день [Архівовано 26 вересня 2015 у Wayback Machine.]. В рамках Олімпійського дня проводяться змагання на Кубок пам'яті Олімпійського чемпіона з волейболу Євгена Лапинського серед чоловічих команд ветеранів.
- Свято Олімпійського прапора [Архівовано 25 вересня 2015 у Wayback Machine.]
- Олімпійський урок [Архівовано 26 вересня 2015 у Wayback Machine.]. У 2013 році, після 25-річної перерви, було відроджено легкоатлетичні забіги від моря в гору по Потьомкінським сходам. Свого часу заснувала ці забіги Надія Олізаренко.

Найбільшу активність олімпійці Одеси проявляють під час проведення «Дня щастя».
- «День щастя» [Архівовано 26 вересня 2015 у Wayback Machine.] — міжнародна щорічна програма корпорації МакДональдз, що проводиться з 2002 року у понад 100 країнах світу. За роки проведення акції компанія МакДональдз в Україні спрямувала благодійну допомогу у розмірі понад 10 млн грн. на придбання медичного обладнання для більше ніж 50 дитячих лікарень України за такими напрямками: кардіологічна, реанімаційна апаратура, дефібрилятори, обладнання для надання невідкладної допомоги та лікування органів дихання, неонатологічне обладнання для виходжування недоношених немовлят.

До ресторану швидкого харчування у цей день приходять Олімпійські чемпіони: Микола Авілов, Яків Железняк, Надія Олізаренко, Олена Соколовська, Микола Мільчев, Юрій Чебан та інші одеські діячі спорту та культури.
Діти спілкуються з Олімпійськими чемпіонами, які цього дня працюють за касами і продають сувенірні долоньки та серця, брелоки, диски з дитячими казками. Олімпійські чемпіони з радістю підписують для своїх шанувальників календарі Національного олімпійського комітету України зі своїм зображенням.

## Суспільні акції одеських олімпійських чемпіонів
- Олімпійський бал в Нью-Йорку [Архівовано 4 березня 2016 у Wayback Machine.].

## Факти
- Одеський фігуріст Віктор Петренко брав участь у трьох зимових Олімпійських іграх. У складі команди Радянського Союзу в Калгарі (1988) здобув бронзу, в Альбервілі (1992) у складі Об'єднаної команди став олімпійським чемпіоном, в Ліллехамері (1994) у складі збірної України посів четверте місце[2].
- Перший Президент України Леонід Кравчук, який дуже добре розумів величезну значимість олімпійських чемпіонів, на зустріч в Білому домі з Президентом США Білом Клінтоном у 1994 році запросив олімпійських чемпіонів Віктора Петренко та Оксану Баюл. На згадку про цей візит Президенти та олімпійські чемпіони з Одеси зробили фото[21].

Делегація з України включала також олімпійських чемпіонів Оксану Баюл та Віктора Петренка, на яких присутні на пресовій конференції звернули особливу увагу.